# Gareth Lubbe

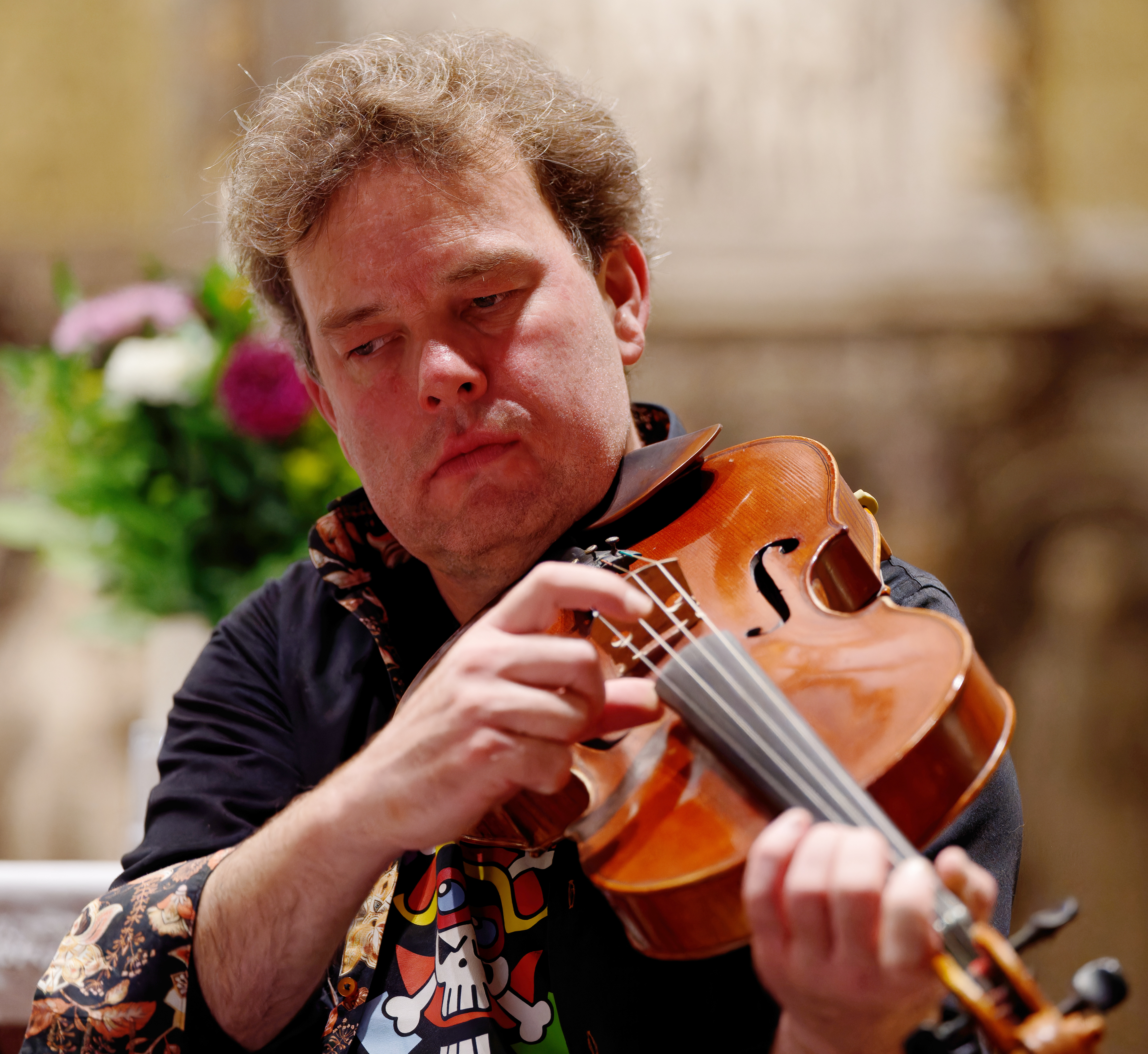
Gareth Lubbe mit Nils Wogram Muse in der Stadtkirche Darmstadt am 11. November 2023

Gareth Lubbe (* 1976 in Johannesburg) ist ein südafrikanischer Musiker (Bratsche, Obertongesang).

## Leben und Wirken
Lubbe erhielt bereits im Alter von vier Jahren die erste musikalische Ausbildung am Klavier und an der Geige. Mit neun Jahren gab er in Johannesburg sein Debüt als Geiger mit Orchester; bei regionalen und nationalen Wettbewerben errang er zahlreiche Preise. Ebenso trat er als Pianist mit dem Radiosinfonieorchester der SABC; auch dirigierte er das Sinfonieorchester von Johannesburg. Zwischen 1995 und 2001 studierte er Violine an der Musikhochschule Köln; daneben wurde er vom Alban Berg Quartett unterrichtet. Nach dem Diplom schloss er ein Violastudium an der Musikhochschule Lübeck bei Barbara Westphal an.
2006 und 2007 war Lubbe als Solobratscher in der Königlich Flämischen Philharmonie in Antwerpen unter Philippe Herreweghe tätig, bevor er in Leipzig als Solobratscher im Gewandhausorchester wirkte. Als Solist und als Kammermusiker war er weltweit tätig. So trat Lubbe mit dem Mahler Chamber Orchestra an der Solobratsche unter Dirigenten wie Claudio Abbado und Daniel Harding auf. Im Bereich der Kammermusik arbeitete er mit Claudio Bohórquez, Daishin Kashimoto, Alexander Lonquich, Fazıl Say, Adrian Brendel und Baiba Skride. Im Ensemble „Gelber Klang“ interpretierte er Werke zeitgenössischer Musik. Auch beschäftigte er sich intensiv mit Neuer Improvisationsmusik. Mit dem neuseeländischen Saxophonisten und Komponisten Hayden Chisholm ist er, auch als Obertonsänger, in zahlreichen Teilen der Welt aufgetreten. Lubbe, der auch bei anderen Gelegenheiten singt, schrieb auch Theatermusik für das Deutsche Schauspielhaus Hamburg.
Lubbe wurde 2013 als Professor für Bratsche an die Folkwang Universität der Künste berufen.

## Diskographische Hinweise
- Ensemble Gelberklang Farben der Stille (Cybele 2003, mit Werken von Toru Takemitsu, Morton Feldman, Kaija Saariaho, Albrecht Imbescheid, Scott Roller)
- Terry Jenoure / Helios String Quartet / Sebastian Gramss Looks Like Me (free elefant 2006)
- The Embassadors Feat. Michel Ongaru Healing the Music (Nonplace 2007, mit Nils Wogram, Hayden Chisholm, Jochen Rückert, Matt Penman)
- Gareth Lubbe & Simon Nabatov Lubatov (Leo Records, 2016)
- Simon Nabatov String Trio: Situations (Leo, 2018), mit Ben Davis